# Алексеј Александров
Алексеј Алекандров (рођен 11. маја 1973. године у Белорусији) шаховски је велемајстор (1997).

## Одабрани турнирски резултати
- 1991: Победа на јуниорском шаховском шампионату Совјетског Савеза[1]
- 1992: Победа на европском омладинском шаховском шампионату
- 1996: Победу на Белоруском шампионату, победа на Гиструпе[2]
- 1998: победа на турниру у Кстову
- 2000: други на појединачном Првенству Европе у шаху[3]
- 2000: Победа на Петроф меморијалу у Санкт Петербургу[4]
- 2001: победа на 17-мј отвореном турниру у Бад Верисхофену
- 2002: Дељена победа на "Аерофлот опену" у Москви[5]
- 2003: Дељена победа на "Аерофлот опену" у Москви[6]
- 2005: Победа на Инаутомаркет Опену у Минску[7]
- 2007: Победа на белоруском шампионату и на европском првенство убрзаном шаху у Варшави[8]
- 2008: Дељена победа у Купу Председника у Бакуу[9]
- 2009: Победа на Абу дабију Шаховском фестивалу[10]
- 2009: Победа на Осмом Ал-Салех међународном опену у Јемену[11]
- 2011: победа на трећем Ориса Међународном велемајсторском шаховском турниру[12]
- 2012: Победа у Мумбаију[13]